# Microcystis
Microcystis és un gènere de cianobacteris d'aigües dolces que inclou l'espècie damnosa en aigües eutrofitzades Microcystis aeruginosa.

## Etimologia
El terme deriva del grec: mikros ("petit") + kystis ("bufeta")

## Descripció
Es caracteritza per petites cèl·lules (de només pocs microns de diàmetre) que no tenen fundes individuals.
les cèl·lules normalment estan organitzades en grans colònies, que es poden veure a ull nu, que a l'inici tenen una forma esfèrica però, en perdre la coherència, amb el pas del temps, acaben tenint una forma irregular o perforada.
El color del protoplast és verd blavós, però es veu com fosc o marró per un efecte òptic del gas que tenen les seves vesícules.

## Taxonomia
N'hi ha dotzenes, incloent:
- Microcystis aeruginosa
- Microcystis argentea
- Microcystis elongata
- Microcystis holsatica
- Microcystis lutescens
- Microcystis marina
- Microcystis pallida
- Microcystis salina
- Microcystis thermalis
- Microcystis viridis